# Propebela terpeniensis
Propebela terpeniensis é uma espécie de gastrópode do gênero Propebela, pertencente a família Mangeliidae.